# Takin du Sichuan
 (février 2022).
La mise en forme du texte ne suit pas les recommandations de Wikipédia : il faut le « wikifier ».
Les points d'amélioration suivants sont les cas les plus fréquents :
- Les titres sont pré-formatés par le logiciel. Ils ne sont ni en capitales, ni en gras.
- Le texte ne doit pas être écrit en capitales (les noms de famille non plus), ni en gras, ni en italique, ni en « petit »…
- Le gras n'est utilisé que pour surligner le titre de l'article dans l'introduction, une seule fois.
- L'italique est rarement utilisé : mots en langue étrangère, titres d'œuvres, noms de bateaux, etc.
- Les citations ne sont pas en italique mais en corps de texte normal. Elles sont entourées par des guillemets français : « et ».
- Les listes à puces sont à éviter, des paragraphes rédigés étant largement préférés. Les tableaux sont à réserver à la présentation de données structurées (résultats, etc.).
- Les appels de note de bas de page (petits chiffres en exposant, introduits par l'outil «  Source ») sont à placer entre la fin de phrase et le point final[comme ça].
- Les liens internes (vers d'autres articles de Wikipédia) sont à choisir avec parcimonie. Créez des liens vers des articles approfondissant le sujet. Les termes génériques sans rapport avec le sujet sont à éviter, ainsi que les répétitions de liens vers un même terme.
- Les liens externes sont à placer uniquement dans une section « Liens externes », à la fin de l'article. Ces liens sont à choisir avec parcimonie suivant les règles définies. Si un lien sert de source à l'article, son insertion dans le texte est à faire par les notes de bas de page.
- La présentation des références doit suivre les conventions bibliographiques. Il est recommandé d'utiliser les modèles {{Ouvrage}}, {{Chapitre}}, {{Article}}, {{Lien web}} et/ou {{Bibliographie}}. Le mode d'édition visuel peut mettre en forme automatiquement les références.
- Insérer une infobox (cadre d'informations à droite) n'est pas obligatoire pour parachever la mise en page.

Pour une aide détaillée, merci de consulter Aide:Wikification.
Si vous pensez que ces points ont été résolus, vous pouvez retirer ce bandeau et améliorer la mise en forme d'un autre article.
Espèce
Statut de conservation UICN

 VU (needs updating) B1+2c : Vulnérable
Le takin du Sichuan ou takin tibétain (Budorcas taxicolor tibetana) est une sous-espèce de takin (chèvre-antilope). Budorcas ou du grec bous (« bœuf » ou « vache ») et dorkas (« gazelle ») ; taxicolor provenant du latin taxus (« blaireau ») et color (« teinte ») qui se réfère à sa robe qui rappelle celle du blaireau.                                                      Répertorié comme espèce vulnérable, le takin du Sichuan est originaire du Tibet et des provinces du Sichuan, du Gansu et du Xinjiang dans la République populaire de Chine.

## Description
Le takin se différencie de son proche cousin, le takin doré, en grande partie par la couleur de son pelage ainsi que d'autres différences morphologiques, mais aussi a cause de ses habitats différents. Le takin était auparavant considéré comme étroitement lié au bœuf musqué de l'Arctique, aujourd'hui il a été découvert que les similitudes physiques étaient dues à une évolution convergente et non à un ancêtre commun. Récemment le séquençage de son ADN a révélé qu'il était un proche parent d'espèce de mouton (chèvres, tahrs, moutons, bharal, mouflon à manchettes).

## Répartition et Habitat

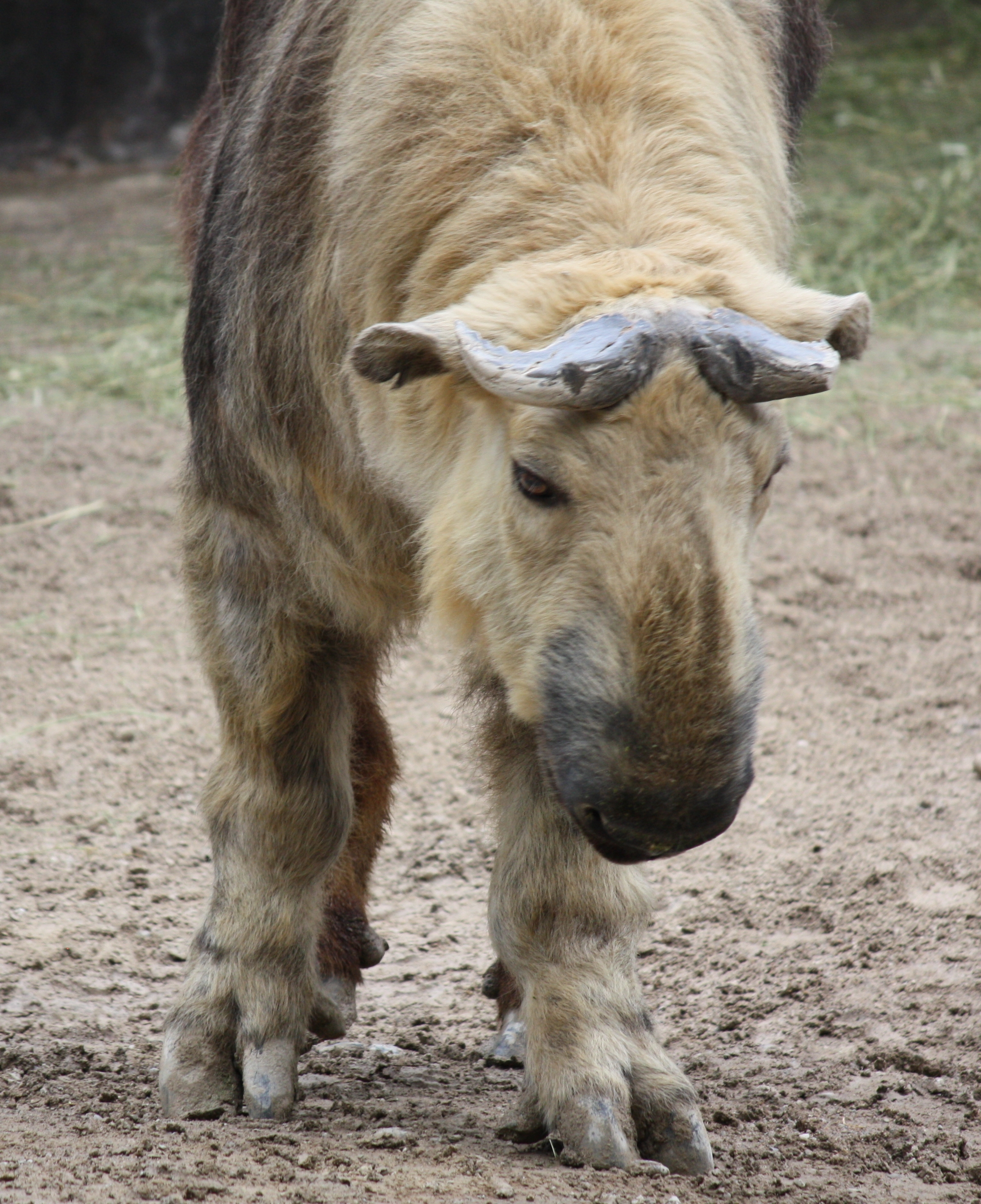
Takin du Sichuan adulte au zoo de Cincinnati.

Le takin du Sichuan est originaire du Tibet et des provinces du Sichuan, du Gansu et du Xinjiang dans la République populaire de Chine.
Ils habitent les mêmes forêts de bambous denses que le panda géant le plus connu. Les takins du Sichuan vivent dans ces fourrés denses et ces bosquets de bambous, en groupes familiaux pouvant compter jusqu'à 30 individus. Bien qu'il soit grand, trapu et relativement lent, le takin du Sichuan est assez agile pour manœuvrer son habitat rocheux avec des pentes souvent raides et difficiles. L'inaccessibilité de l'habitat montagneux du takin signifie qu'il existe peu d'informations sur le comportement et l'écologie de cette espèce ; spécifiquement sur leur distribution et la taille de la population.

## Le takin du Sichuan et l'Homme

### Zoos possédant un takin en Amérique du Nord
- ABQ BioParc
- Safari du lion d'Afrique à Hamilton, Ontario
- Zoo du parc Assiniboine
- Zoo de Metroparks de Cleveland
- Zoo de Détroit
- Zoo de la vallée d'Edmonton
- Zoo Lee Richardson à Garden City, Kansas
- Parc zoologique de Lincoln
- Zoo de Los Angeles
- Mesker Park Zoo &amp; Botanical Gardens à Evansville, Indiana
- Zoo du Minnesota
- Zoo de Peoria
- Zoo de Potawatomi
- Zoo de Pueblo
- Zoo de la rivière Rouge
- Parc et zoo Riverview à Peterborough, Ontario
- Zoo du parc Roger Williams
- Rolling Hills Wildlife Adventure à Salina, Kansas
- Zoo Rosamond Gifford à Burnet Park
- Zoo de Saint-Louis
- Zoo de San Diego
- La nature à Cumberland, Ohio *[Billings, Mt. Zoo]

### Centres de conservation et d'élevage
- The Wilds Cumberland, Ohio, États-Unis d'Amérique
- Centre de recherche sur la conservation des animaux sauvages du Shaanxi (SWARC) Louguantai, comté de Zhouzhi, Qinling, République populaire de Chine[4].

## Voir également
- Liste des espèces menacées et protégées de Chine